# 致命中国
《致命中国》（英語：Death by China: Confronting the Dragon – A Global Call to Action），台湾译为《致命中国：中共赤龙对人类社会的危害》，于2011年出版，是經濟學家彼得·纳瓦罗与葛瑞格·奥特瑞（安一鳴，Greg Autry）共同编著的政經书籍，强调中國共產黨治下的中華人民共和國如何利用贸易优惠为美国带来威胁。此书出版后于2012年改编为同名纪录片，由《白宮風雲》中飾演總統的马丁·辛主持，纳瓦罗担任导演，包括美国民主黨、共和黨人都在影片中受訪，許多訪談者為美國政府的美中經濟暨安全檢討委員會委員。
本書扉頁寫著：「獻給所有的中國朋友們，希望他們有一天能自由地生活。在那一天到來之前，請大家多保重！」受邀為本書作序〈呼喚自由民主中國〉的唐柏橋對此表示，兩位作者在本書結尾反覆強調他們「反對的不是中國，而是中共」，他們熱愛中國文化、跟很多中國人是好朋友。

## 摘要
第一章標題為〈如果本書所言都是真的，那就不是在抨擊中國〉。本書認為，中共濫用貿易，「世界上人口最多的國家正迅速變成最大的經濟體，快速變成全球最厲害的刺客，不道德的中國企業家用致命的產品淹沒世界市場，中國採取非法保護主義，掠奪美國的產業和工作機會。」納瓦羅認為，中美间贸易並不正常，而半数以上的中国优势卻来自八项不公平的贸易手段，任何一项在自由贸易正常规则下都被明确禁止。本書詳盡論述，中国共产党如何藉由八項「摧毁美国就业机会的武器」实践經濟帝國主義：
- 详细非法的贸易出口补贴网络
- 巧妙操纵严重低估的货币
- 公然仿冒、盗版和彻底盗窃美国的知识产权
- 参與大规模环境破坏
- 极其宽松的工人健康和安全标准
- 非法进口关税和配额
- 以掠夺性定价和做法将外国竞争对手挤出关键资源市场，然后以垄断定价欺诈消费者
- 筑起贸易保护主义长城，阻碍所有的外国竞争对手在中国设商户

纳瓦罗提出，美国应再次把人权视为外交政策的核心价值。本書最后一章提出了一整套建議：個人选择方案、企业管理层决策、政府的政策措施。其中例如，包括推動国会立法，要求與美国進行自由贸易的任何国家，须放弃所有非法出口补贴，货币汇率需反映实况、嚴格的知识产权保护，符合国际规規範的环境保護及健康與安全标准，开放能源和原材料的全球进出口市场、提供「包括媒体和網際網路服务在内的自由与开放的国内市场」，等等。

## 爭議
2019年10月17日，有線電視新聞網（CNN）報道，澳洲國立大學一位學者經過研究後舉報，被視為美國對華鷹派的納瓦羅在《致命中國》和其他多篇投書中長期使用一個名為「羅恩·瓦拉（Ron Vara）」的中國問題專家強硬發言，同時該專家還為中美貿易戰的觀點背書過，結果被發現該人物是虛構人物、在現實中並不存在。納瓦羅告訴傳媒，在他眼中，羅恩·瓦拉只不過是一個「異想天開的配置和筆名」而已，多年來他一直用羅恩·瓦拉來表達自己的觀點，他認為這不屬於「事實的來源」。該書出版社培生集團負責人表示，培生集團正在大幅修改後續印刷版本和庫存書的內容，將加註警語「提醒讀者該書含有一位虛構人物」，且「我們非常嚴肅地對待任何違反誠信標準的行為，一旦發現就會迅速採取行動」。

## 评价与回应

### 正面
受納瓦洛邀請為本書寫序的唐柏橋表示，納瓦洛是經濟學家，也是人權活動家，利用一切機會譴責中共侵犯人權行徑。納瓦洛透過大量數據、事實，「呈現了中共統治下的中國的真實面貌，而且提出了非常可行的解決問題的方案。」納瓦洛和安一鳴也因此獲得了川普的信賴。
2016年底，當選美國總統的川普在看完後給予極高評價，「清晰的论点，周密的研究，给我留下了深刻印象。他很有远见地记述了全球主义对美国工人造成的伤害，并为复兴我们的中产阶级指明了一条路。」川普為紀錄片寫了推薦語：「《致命中國》說得很對，這部重要的紀錄片用充分的事實、數據和洞察力，描述了我們與中國之間存在的問題。我強烈推薦大家觀看」。本書兩名作者，都獲川普委任要務。2017年1月川普宣布於白宮設置「國家貿易委員會」，川普競選團隊顧問中重要經濟學者彼得·纳瓦罗獲提名擔任主席，執掌美國貿易戰略。葛瑞格·奥特瑞（安一鳴）則作為川普政權過渡團隊成員，負責NASA（美國國家航空暨太空總署）的交接工作。
台大政治系教授明居正稱，納瓦羅等川普任命的重要官員「共通點，除了非常強硬外，也都非常討厭中共；不是討厭中國，是非常討厭中共。」明居正在本書座談會上分析，美國對中共的政策，長期來都是『和平演變』戰略，透過不打仗的方式，改變其共產政權。川普計劃打造菁英團隊，重整美國經濟再次強大，就有足夠能力對抗中共。財信傳媒董事長謝金河分析，美國勢必會讓中國在一帶一路上不斷丟錢，藉此讓耗損其外匯儲備。
《赫芬頓郵報》企業家學者Chriss Street書評認為，作者為21世紀的美國確立了明確和可行的路線圖（roadmap），使美國得以馴服中共的攻擊。
前北京大學經濟學者夏業良表示，中共在法治上的不公加深了川普对《致命中国》的认同感，而川普任命纳瓦罗为国家贸易委员会主席更具有针对中国“一带一路”的战略意义。本书让人重新审视西方过去对中国的战略问题，也警告大众即使中国经济改革开放了也不见得会迎来宪政民主。对等原则非常重要，中国对美国的信息进行封杀，美国却没有这么做；美国需反思是否自己的姑息让中国得以做大。纳瓦罗不是盲从全球化的信徒，他从政治、经济、文化上提出令人警醒的观点，强调一定要采取强硬措施才能迫使中共最后坐上谈判桌讨论新的条款。西方过去为了让中国老百姓的经济状况能得到改善，给予中国在经济上的“最惠国待遇”，但这造成中国政府越来越强大、贪腐集团越来越强势，老百姓的生活却没有得到对等的改善。
纳瓦罗称，假如中国继续操纵货币、在贸易方面有任何作弊行为，我们别无选择，只能为了美国人民的利益对中国的作弊采取行动。中华人民共和国外交部发言人华春莹表示，中美两国都是大国，并且有广泛的共同利益，双方唯一的正确选择便是合作；希望中美一起努力、维护双方关系，确保两国经贸关系能够健康、稳定的发展，这才是最符合中美人民的共同利益，而且有益于全球的发展与繁荣。

### 负面
英文版纽约时报的Neil Genzlinger认为，在“令人害怕且危言耸听的”《致命中國》纪录片版中，“丰富的煽动性语言和粗俗的图像削弱了它的论据”、“具有不加掩饰的片面性”、“提供的解决方案也比较狭隘、不够长远。”同时他表示“它的信息虽然比较夸张，但肯定还是值得检查和讨论的”。洛杉矶时报的萨姆·亚当斯则表示，在“彼得·纳瓦罗宣传鼓动的的纪录片”中，其“核心”——“重要的政治论点”，“被仇外的、歇斯底里的、夸张的情绪淹没了”，以至于它“猖獗到不可能从火热的热情中散发出光芒。”
2017年明鏡新聞出版集團內幕出版社出版姚仲文的书《美國新總統，中國新核心》中，《致命中國》被描述成“恶毒的反华著作”，改编成的纪录片被称作“反華紀錄片”。根据此书籍的说法，彼得·纳瓦罗是“川普任命的人中最敌视中国的”，他认为“中国与美国很可能开战”。
2019年10月22日，中華人民共和國外交部發言人華春瑩表示，美國有一群人對中國的發展已經恐懼到匪夷所思的地步，抹黑中國的手段也到了無底線的地步；編造並兜售謊言，甚至以謊言為依據來制定政策，不僅將衝擊和威脅正常的國際關係和秩序，最終也將損害美國自身的利益。華春瑩引用美國國務卿邁克·蓬佩奧在德州農工大學演講時言「我們撒謊，我們欺騙，我們偷竊，我們還有一門課程專門來教這些，這些提醒我們美國是如何造就今日榮耀」，表示「美方編造的謊言仍在繼續」。
2025年4月8日，台灣政治評論家邱毅表示，納瓦羅有哈佛大學經濟學博士學位，卻只是一個不入流的經濟類書籍作家；《致命中國》內容錯誤百出，其實就是一個對中國充滿偏見、犯了紅眼症的偏激作品，但這類書在西方世界是有市場的。